# Frederick Thomas Trouton
Frederick Thomas Trouton (24 novembre 1863-21 septembre 1922) est un physicien irlandais fameux pour la règle de Trouton en thermodynamique, la loi de Trouton en mécanique des fluides et les expériences destinées à détecter le déplacement de la Terre dans l'éther luminifère,, (expérience de Trouton-Noble).